# Eisfabrik (groupe)
Pour les articles homonymes, voir Eisfabrik.
Eisfabrik est un groupe d'electro et futurepop allemand. Il a été formé en hiver 2011/2012 par Charly Barth-Ricklefs (anciennement Shadow-Minds) et Gerrit Thomas (entre autres Funker Vogt).

## Biographie
Eisfabrik se produit pour la première fois en public le 4 octobre 2014 dans le cadre de la 7e Darkflower Live Night à Leipzig. Début 2015, le groupe fonde le label de musique Eismusik. Le premier album, When Winter Comes, sort le 13 février 2015. Depuis Jan Bertram fait partie intégrante du groupe. En 2015, Eisfabrik accompagne en première partie le groupe Project Pitchfork lors de sa tournée Blood Tour.
À la fin de l'année 2015, le contrat de reprise du groupe est signé avec le label NoCut, où l'album Eisplanet sort ensuite la même année. À la fin de l'année, le groupe joue au 4e festival Gothic Meets Klassik à la Haus Auensee à Leipzig et au Dark Storm Festival à Chemnitz.
En 2016, Eisfabrik accompagne le groupe Mono Inc. lors de leur tournée Terlingua. Eisfabrik a notamment joué à la 12e Nocturnal Culture Night au Kulturpark Deutzen et à l'Autumn Moon Festival de Hamelin. Grâce à ses tournées avec Project Pitchfork et Mono Inc., Eisfabrik se fait connaître d'un public plus large, si bien qu'il décide de faire sa propre première tournée en tête d'affiche, le Nichtsommer-Tour, dans sept villes. Leur troisième album studio, Achtzehnhunderfroren, sort à l'occasion de ce lancement. Peu de temps après la fin de la tournée, ils jouent pour la première fois au Wave-Gotik-Treffen de Leipzig à l'Agra et à l'Amphi Festival au Tanzbrunnen de Cologne. Au second semestre de la même année, ils entament leur deuxième tournée en tête d'affiche, Kaltgebiete, qui se prolonge jusqu'au printemps 2018 et coïncide avec la sortie de son quatrième album, Null Kelvin. D'autres représentations suivent, notamment au festival Etropolis à Oberhausen, Call the Ship to Port sur le MS Rheinenergie à Cologne, au festival M'era Luna à Hildesheim, à l'Autumn Moon Festival à Hamelin et au Dark Storm Festival à Chemnitz.
En novembre, ils se produisent au festival ORUS-Light à Mexico. Depuis fin 2018, Renè Dornbusch est membre permanent d'Eisfabrik en tant que batteur. En 2019, Eisfabrik est en tournée avec les groupes Agonoize et Funker Vogt lors du Hybridize Festival-Tour 2019. Eisfabrik se produit encore au Summer Summit Festival à Oschatz, au Black Castle Festival 2019 à Mannheim et au Nocturna Festival 2019 à Barcelone, en Espagne. En hiver 2019, la troisième tournée de têtes d'affiche Kryothermalfeste commence.
Depuis l'automne 2019, Eisfabrik est sous contrat avec le label de musique RepoRecords. En 2019, l'EP Rotationsausfall est publié à Eisfabrik, puis le 24 janvier 2020, le cinquième album studio Kryothermalmusik aus der Eisfabrik, qui figure pour la première fois dans le classement des albums allemands.

## Discographie

### Albums studio
- 2015 : When Winter Comes (Eismusik)
- 2015 : Eisplanet (NoCut)
- 2016 : Achtzehnhundertunderfroren (NoCut)
- 2017 : Null Kelvin (NoCut)
- 2020 : Kryothermalmusik aus der Eisfabrik (RepoRecords)

### Singles et EP
- 2015 : Ice Crystal (Eismusik)
- 2016 : Walking Towards the Sun (Digital, NoCut)
- 2019 : Rotationsausfall in der Eisfabrik (RepoRecords)
- 2020 : Automatisierung in der Eisfabrik (RepoRecords)

### Clips
- 2014 : Eisfabrik
- 2015 : Maschinen
- 2015 : Walking Towards the Sun
- 2017 : Schneemann
- 2019 : And Nothing Turns